# Andy Lapthorne
Andrew David (Andy) Lapthorne (Middlesex, 11 oktober 1990) is een Britse rolstoeltennisspeler die uitkomt in de categorie quad.

## Sportloopbaan
Lapthorne won in het dubbelspel alle grandslamtoernooien minimaal tweemaal. Individueel zegevierde hij tweemaal op de US Open. Lapthorne is in bezit van drie Paralympische medailles. Op de wereldranglijst bezette hij de eerste plaats in zowel het enkelspel als in het dubbelspel.

## Resultaten grandslamtoernooien
| Legenda | Legenda                          |
| ------- | -------------------------------- |
| g.t.    | geen toernooi gehouden           |
| l.c.    | lagere categorie                 |
| –       | niet deelgenomen                 |
| G       | uitgeschakeld in de groepsfase   |
| 1R      | uitgeschakeld in de eerste ronde |
| 2R      | uitgeschakeld in de tweede ronde |
| 3R      | uitgeschakeld in de derde ronde  |
| 4R      | uitgeschakeld in de vierde ronde |
| KF      | uitgeschakeld in de kwartfinale  |
| HF      | uitgeschakeld in de halve finale |
| F       | de finale verloren               |
| W       | het toernooi gewonnen            |
| w-v     | winst/verlies-balans             |

### Enkelspel
| toernooi        | 2011 | 2012 | 2013 | 2014 | 2015 | 2016 | 2017 | 2018 | 2019 | 2020 | 2021 | 2022 | 2023 | 2024 | 2025 |
| --------------- | ---- | ---- | ---- | ---- | ---- | ---- | ---- | ---- | ---- | ---- | ---- | ---- | ---- | ---- | ---- |
| Australian Open | F    | G    | F    | F    | F    | G    | F    | G    | G    | F    | HF   | HF   | KF   | KF   | KF   |
| Roland Garros   | g.t. | g.t. | g.t. | g.t. | g.t. | g.t. | g.t. | g.t. | –    | F    | HF   | KF   | KF   | KF   |      |
| Wimbledon       | g.t. | g.t. | g.t. | g.t. | g.t. | g.t. | g.t. | g.t. | F    | g.t. | HF   | KF   | KF   | –    |      |
| US Open         | –    | g.t. | G    | W    | G    | g.t. | F    | G    | W    | G    | HF   | HF   | HF   | g.t. |      |

### Dubbelspel
- Het dubbelspel op de grandslamtoernooien bestond tot en met 2020 uit een finale.

| toernooi        | 2011 | 2012 | 2013 | 2014 | 2015 | 2016 | 2017 | 2018 | 2019 | 2020 | 2021 | 2022 | 2023 | 2024 | 2025 |
| --------------- | ---- | ---- | ---- | ---- | ---- | ---- | ---- | ---- | ---- | ---- | ---- | ---- | ---- | ---- | ---- |
| Australian Open | F    | W    | F    | W    | W    | F    | W    | F    | F    | F    | F    | W    | HF   | W    | W    |
| Roland Garros   | g.t. | g.t. | g.t. | g.t. | g.t. | g.t. | g.t. | g.t. | –    | F    | W    | HF   | W    | F    |      |
| Wimbledon       | g.t. | g.t. | g.t. | g.t. | g.t. | g.t. | g.t. | g.t. | F    | g.t. | W    | F    | HF   | –    |      |
| US Open         | –    | g.t. | F    | F    | F    | g.t. | W    | W    | W    | W    | HF   | HF   | F    | g.t. |      |